# Lethal Weapon (phim truyền hình)
Lethal Weapon là một bộ phim truyền hình hài kịch hành động của Mỹ dựa trên bộ phim có cùng tên được tạo bởi Shane Black. Bộ phim đã được ra lệnh vào ngày 10 tháng 5 năm 2016 và công chiếu lần đầu vào ngày 21 tháng 9 năm 2016 trên Fox. Vào ngày 12 tháng 10 năm 2016, Fox chọn bộ phim này trong suốt 18 tập. Vào ngày 22 tháng 2 năm 2017, Fox làm mới bộ phim cho một mùa thứ hai, bắt đầu vào ngày 26 tháng 9 năm 2017.

## Diễn viên và nhân vật
- Damon Wayans trong vai Roger Murtaugh
- Clayne Crawford trong vai Martin Riggs
- Jordana Brewster trong vai Dr. Maureen Cahill
- Keesha Sharp trong vai Trish Murtaugh
- Kevin Rahm trong vai Brooks Avery
- Johnathan Fernandez trong vai Scorsese
- Michelle Mitchenor trong vai Sonya Bailey
- Dante Brown trong vai Roger "RJ" Murtaugh Jr.